# Cheilanthes × kurdica
Cheilanthes × kurdica là một loài dương xỉ trong họ Pteridaceae. Loài này được Rasbach & Reichst. mô tả khoa học đầu tiên năm 1983.
Danh pháp khoa học của loài này chưa được làm sáng tỏ. 